# 네르파함
네르파함(K-152 Nerpa)은 배수량 8천톤급인 러시아의 아쿨라-II급 공격형 핵잠수함(SSN)이다.
아쿨라 II급 잠수함은 총 3척이 건조되었다. 1994년 12월 10일 진수된 K-157 Vepr가 1번함이며, 2번함 K-335	Gepard는 1999년 9월 17일에 진수되었다. 3번함 K-152 Nerpa는 2006년 7월 4일 진수되었다. 1994년 진수된 1번함은, 당시 존재하던 미국의 최신형 LA급 잠수함(SSN-751 이후)보다 조용한 최초의 소련 잠수함이 되었다.
각각 4문의 533mm와 650mm 어뢰발사관을 장착했다. 수중에서 30노트(약 56 km/h) 이상의 속도를 낼 수 있으며, 600m 이상 잠수할 수 있다. 러시아가 만든 핵잠수함 중 가장 조용하다.
1991년 12월 25일 소련이 붕괴되었고, 네르파함은 1993년부터 만들기 시작했다. 예산 부족으로 건조가 지연되다가, 인도에와 리스계약을 체결하는데 성공, 15년 뒤인 2008년에 겨우 진수되었다. 리스비용은 10년간 6억 5000만 달러(약 7600억 원)이다.
2008년 11월 8일, 동해에서 실시된 시험항해 도중 치명적인 가스가 누출돼 최소 20명이 사망하고 21명이 부상했다. 당시 잠수함에는 81명의 승조원을 비롯한 208명이 타고 있었다. 이 사고로 러시아는 6500만 달러(약 760억 원)를 들여 잠수함을 수리했다.
533mm 어뢰관에서는 SS-N-15 스타피쉬 미사일과 RK-55 순항미사일을 발사할 수 있다. SS-N-15은 미국의 서브록 미사일과 같은 것으로서, 고체연료 로켓에 의해 공중으로 발사된다. 사거리는 45 km이며 공중에서 다시 수중으로 진입하여 적의 잠수함을 공격하는 어뢰이다. 재래식 탄두부터 200 kt급 핵탄두까지 장착할 수 있다. RK-55는 사거리 3000 km인 순항미사일로서, 미국의 토마호크 미사일과 비슷한 성능이다.
650mm 어뢰관에서는 SS-N-16 스탤리온 미사일을 발사할 수 있다. 사거리 120 km이며, 속도는 마하 1.5이다. 수상함용 핵탄두 미사일 또는 잠수함용 어뢰가 장착되어 있다.
2010년 8월 20일 RIA 노보스티 통신과 인테르팍스 통신은 인도 해군이 탑승한 러시아의 핵추진 잠수함 네르파함이 인도로 출항했다고 보도했다. 2010년 인도에서 차크라함으로 명명되어 취역했다.

## 같이 보기
- 아리한트급 잠수함 - 아리한트함은 SSBN인데 비해, 네르파함은 SSN이다.